# Bip Bip

Bip-Bip era um suplemento do semanário Foguetão.
Foi lançado em Lisboa, pela Empresa Nacional de Publicidade, no dia 4 de Maio de 1961, como número especime, e terminou a 25 de Agosto de 1962.
Inicialmente foi suplemento do semanário juvenil Foguetão, passando a suplemento do "Cavaleiro Andante" (também semanário juvenil), a partir do nº 7. Exposto no cabeçalho deste periódico, está a chancela da BP (British Petrol), eventual patrocinador, e, em alguns casos, o autor da banda desenhada do dia, como o caso de Jean Graton e o seu "Circuito Fantástico".